# Victor Michiels (football)
Ne doit pas être confondu avec Victor Michiels (résistant).
Victor Michiels, né le 6 janvier 1906 à Malines et mort à une date inconnue, est un footballeur international belge actif durant l'entre-deux-guerres. Il joue durant toute sa carrière pour le KRC Malines au poste de milieu de terrain.

## Biographie
Victor Michiels est le fils de Frans Hendrik Michiels (1876) et de Johanna Maria Rosalia Antonia Clementina Van der Auwera (1878). Il a trois frère et deux sœurs, Jan-Baptist (1898), Pieter Edward Rosalia (1913-1979), Gustaaf Philemon Michiels (1913), Louisa Leonia Clementina Michiels (1907) et Josephina Gustavina Michiels (1909).
Il se marie le 16 juin 1931 à Malines avec Maria Francisca Somers et divorce le 25 mai 1951. En dehors de sa carrière de footballeur, il est ébéniste.

## Carrière en club
Victor Michiels fait ses débuts dans l'équipe première du KRC Malines en 1923. Pour sa première saison en équipe première, l'équipe termine en position de relégable et doit donc descendre en Promotion, le second niveau national. Un an plus tard, le club parvient à remonter en Division d'Honneur après un test-match remporté contre le deuxième de l'autre série de Promotion, le Lierse. De retour parmi l'élite nationale, le jeune milieu de terrain gagne petit à petit sa place de titulaire dans le onze malinois et enchaîne les bonnes prestations, aidant le club à assurer son maintien chaque saison.
Lors du championnat 1928-1929, l'équipe malinoise débute en trombe et occupe les premiers rôles. Les bonnes performances de Victor Michiels lui permettent d'être repris équipe nationale belge en novembre 1928 pour disputer une rencontre amicale. Après deux bonnes saisons conclues sur la troisième marche du podium, le club rentre dans le rang et termine chaque année au-dessus de la zone de relégation. En 1936, âgé de 33 ans, Victor Michiels décide de mettre un terme à sa carrière de joueur.

### Statistiques
| Saison                | Club                  | Championnat           | Championnat | Championnat | Coupe(s) nationale(s) | Coupe(s) nationale(s) | Total | Total |
| Saison                | Club                  | Division              | M.          | B.          | M.                    | B.                    | M.    | B.    |
| 1923-1924             | KRC Malines           | Division 1            | -           | -           | 0                     | 0                     | 0     | 0     |
| 1924-1925             | KRC Malines           | Division 2            | -           | -           | 0                     | 0                     | 0     | 0     |
| 1925-1926             | KRC Malines           | Division 1            | -           | -           | 0                     | 0                     | 0     | 0     |
| 1926-1927             | KRC Malines           | Division 1            | -           | -           | -                     | -                     | 0     | 0     |
| 1927-1928             | KRC Malines           | Division 1            | -           | -           | 0                     | 0                     | 0     | 0     |
| 1928-1929             | KRC Malines           | Division 1            | -           | -           | 0                     | 0                     | 0     | 0     |
| 1929-1930             | KRC Malines           | Division 1            | -           | -           | 0                     | 0                     | 0     | 0     |
| 1930-1931             | KRC Malines           | Division 1            | -           | -           | 0                     | 0                     | 0     | 0     |
| 1931-1932             | KRC Malines           | Division 1            | -           | -           | 0                     | 0                     | 0     | 0     |
| 1932-1933             | KRC Malines           | Division 1            | -           | -           | 0                     | 0                     | 0     | 0     |
| 1933-1934             | KRC Malines           | Division 1            | -           | -           | 0                     | 0                     | 0     | 0     |
| 1934-1935             | KRC Malines           | Division 1            | -           | -           | -                     | -                     | 0     | 0     |
| 1935-1936             | KRC Malines           | Division 1            | -           | -           | 0                     | 0                     | 0     | 0     |
| Total sur la carrière | Total sur la carrière | Total sur la carrière | 1           | -           | -                     | -                     | 1     | 0     |

## Carrière en équipe nationale
Victor Michiels compte une convocation et un match joué en équipe nationale belge. Celui-ci a lieu le 4 novembre 1928 lors d'un match amical aux Pays-Bas et se solde par un partage 1-1.
Le tableau ci-dessous reprend toutes les sélections de Victor Michiels. Le score de la Belgique est toujours indiqué en gras.
| Date       | Compétition  | Adversaire | Lieu      | Score | Remarque |
| ---------- | ------------ | ---------- | --------- | ----- | -------- |
| 04/11/1928 | Match amical | Pays-Bas   | Amsterdam | 1-1   |          |